# Resultados do Carnaval de Porto Alegre em 2011
Resultados do Carnaval de Porto Alegre em 2011. A divulgação ocorreu no dia 8 de março no Complexo Cultural do Porto Seco. A campeã do grupo especial foi a Estado Maior da Restinga com o enredo, A Restinga Multiracial Celebra a África de Mandela na Festa do Carnaval.

## Grupo Especial
| Colocação | Escola                     | Pontos | Punições | Nota      | Ref.        |
| --------- | -------------------------- | ------ | -------- | --------- | ----------- |
| 1º        | Estado Maior da Restinga   | 238,9  |          |           | [ 1 ] [ 2 ] |
| 2º        | Império da Zona Norte      | 237,2  |          |           | [ 1 ] [ 2 ] |
| 3º        | Imperadores do Samba       | 234,4  |          |           | [ 1 ] [ 2 ] |
| 4º        | União da Vila do IAPI      | 229,9  |          |           | [ 1 ] [ 2 ] |
| 5º        | Imperatriz Dona Leopoldina | 228,9  | - 2      |           | [ 1 ] [ 2 ] |
| 6º        | Unidos de Vila Isabel      | 227,5  | - 0,8    |           | [ 1 ] [ 2 ] |
| 7º        | Acadêmicos de Gravataí     | 227,4  |          |           | [ 1 ] [ 2 ] |
| 8º        | Embaixadores do Ritmo      | 224,1  |          |           | [ 1 ] [ 2 ] |
| 9º        | Bambas da Orgia            | 223,9  |          |           | [ 1 ] [ 2 ] |
| 10º       | Academia de Samba Praiana  | 223,5  |          | Rebaixada | [ 1 ] [ 2 ] |
| 11º       | Império do Sol             | 219,5  | - 0,3    | Rebaixada | [ 1 ] [ 2 ] |
| 12º       | Academia Samba Puro        | 213,4  | - 2      | Rebaixada | [ 1 ] [ 2 ] |

## Grupo A
| Colocação | Escola                        | Pontos | Nota      | Ref.        |
| --------- | ----------------------------- | ------ | --------- | ----------- |
| 1º        | Protegidos da Princesa Isabel | 156,9  | Promovida | [ 2 ] [ 3 ] |
| 2º        | Realeza                       | 154    |           | [ 2 ] [ 3 ] |
| 3º        | Acadêmicos de Niterói         | 153,1  |           | [ 2 ] [ 3 ] |
| 4º        | Unidos da Vila Mapa           | 149,2  |           | [ 2 ] [ 3 ] |
| 5º        | Filhos da Candinha            | 135,8  | Rebaixada | [ 2 ] [ 3 ] |

## Grupo de acesso
| Colocação | Escola                  | Pontos | Nota                              | Ref.        |
| --------- | ----------------------- | ------ | --------------------------------- | ----------- |
| 1º        | Imperatriz Leopoldense  | 157,2  | Promovida                         | [ 4 ] [ 5 ] |
| 2º        | Apito de Ouro           | 156,2  |                                   | [ 4 ] [ 5 ] |
| 3º        | União da Tinga          | 154    |                                   | [ 4 ] [ 5 ] |
| 4º        | Copacabana              | 150,3  |                                   | [ 4 ] [ 5 ] |
| 5º        | Acadêmicos da Orgia     | 147,9  |                                   | [ 4 ] [ 5 ] |
| 6º        | Unidos do Capão         | 147,8  |                                   | [ 4 ] [ 5 ] |
| 7º        | Fidalgos e Aristocratas | 138,9  | Fora dos desfiles por dois anos.' | [ 4 ] [ 5 ] |

## Tribos
| Colocação | Tribo        | Pontos | Ref.        |
| --------- | ------------ | ------ | ----------- |
| 1º        | Os Comanches | 154,3  | [ 2 ] [ 5 ] |
| 2º        | Guaianazes   | 144    | [ 2 ] [ 5 ] |